# Cabeça de Praia
Cabeça de Praia é um grupo de rock formado na década de 1980, em 1986 lançou um compacto simples pela gravadora Warner Music Group